# Ningen Shikaku
Ningen Shikaku (人間・失格 ~たとえばぼくが死んだら~) es una serie de televisión japonesa transmitida en la televisión de ese país durante el 8 de julio y el 23 de septiembre de 1994 y la cual fue producida por el canal TBS. La serie obtuvo un buen índice de audiencia en Japón, con aproximadamente 19,2% de puntos, abarcando temas tales como las cualidades del ser humano y sus constantes dilemas sentimentales. Consta de un gran elenco entre los que se encuentran Tsuyoshi Domoto, Koichi Domoto, Hidekazu Akai, Sachiko Sakurai, entre otros, esta última ganando un premio de Television Drama Academy Awards a Mejor actriz de reparto.

## Argumento
Tres historias plantean inquietantes dudas acerca de las cualidades principales del ser humano. La primera historia, el dilema de Gac Oba, un padre de familia indeciso entre amar a su hijo o el hardo deseo de la venganza. La segunda historia, un inestable romance entre dos profesores que intentan evadir sus sentimientos públicamente y por última, la historia de un alumno abusivo que esconde sus complejos sentimientos y forma de pensar, intimidando a los demás. Cada personaje tiene un papel muy propio. Cada personaje de cada historia tiene relación una con la otra, pero con diferentes vidas cotidianas y formas de ser.

## Elenco
- Tsuyoshi Domoto es Makoto Oba.
- Koichi Domoto es Ruka.
- Hidekazu Akai es Gac Oba.
- Taisho Kase es Nimi.
- Sachiko Sakurai es Morita.
- Yosuke Saito es el profesor de Educación Física.
- Megumi Yokoyama es Natsumi Oba.
- Keiko Oginome es la madre de Ruka.
- Yuki Kuroda
- Ryo Yoshimura
- Koen Okumura
- Hisashi Igawa
- Shuji Kashiwabara
- Ken Miyake
- Yorie Yamashita
- Nakamaru Shinshou
- Hajime Yamazaki
- Takayuki Sorida
- Kenji Sorida

## Premios
Ningen Shikaku ha recibido por lo menos cinco premios Television Drama Academy Awards debido a su buena sintonía en Japón. Cada premio es una condecoración, entre las que se encuentran:
- 2nd Television Drama Academy Awards: Mejor Drama
- 2nd Television Drama Academy Awards: Mejor actriz de reparto: Sachiko Sakurai
- 2nd Television Drama Academy Awards: Revelación masculina: Tsuyoshi Domoto
- 2nd Television Drama Academy Awards: Mejor guionista
- 2nd Television Drama Academy Awards: Mejor director

- Datos: Q511920